# Stomopneustoida
De Stomopneustoida zijn een orde van zee-egels (Echinoidea) uit de infraklasse Carinacea.

## Families
- Glyptocidaridae Jensen, 1982
- Stomechinidae Pomel, 1883 †
- Stomopneustidae Mortensen, 1903